# Valverde (Fundão)
Valverde ist eine Gemeinde (Freguesia) im portugiesischen Kreis (Concelho) von Fundão. In ihr leben 1399 Einwohner (Stand 30. Juni 2011).

## Geschichte
Funde belegen eine hiesige Besiedlung durch Keltiberer und durch Römer. Vermutlich entstand der heutige Ort im Zusammenhang mit der Gründung des nahgelegenen Fundão. In den 1290 erhobenen Registern des Königs D.Dinis wird Valverde jedoch auf Grund fehlender Relevanz noch nicht erwähnt. Im Jahr 1320 war der Ort bereits eine Gemeinde mit eigener Kirche, und wurde mit den Erhebungen unter König D.João I. im Jahr 1395 erstmals offiziell vermerkt.

## Sehenswürdigkeiten
Zu den Baudenkmälern des Ortes gehört der ursprünglich aus römischer Zeit stammende Brunnen Fonte da Galé. Des Weiteren stehen verschiedene Sakralbauten unter Denkmalschutz, darunter die einschiffige Barockkirche Igreja Paroquial de Valverde (auch Igreja de São Miguel) aus dem 18. Jahrhundert, die auf eine erste Kirche aus dem Jahr 1320 zurückgeht.

## Persönlichkeiten
- João de Oliveira Matos Ferreira (1879–1962), Weihbischof von Guarda